# Susan Jennifer Sullivan
Susan Jennifer Sullivan est une actrice américaine.

## Filmographie

### Cinéma
- 1988 : Vendredi 13 - chapitre VII : Melissa
- 1990 : Click: The Calendar Girl Killer : Lisa
- 1997 : Bienvenue à Gattaca

### Télévision
- 1989-1990 : Charles s'en charge (S4.Ep2/S5.Ep19) : Muffy/ Tippi Brewster